# Ejido Rubén Jaramillo
Ejido Rubén Jaramillo es una localidad del estado mexicano de Baja California. Es parte del municipio de San Quintín.

## Toponimia
El nombre de la localidad rinde homenaje a Rubén Jaramillo, partícipe de la Revolución Mexicana.

## Demografía
| Gráfica de evolución demográfica |
|                                  |

| Censo | Población |
| ----- | --------- |
| 1970  | 602       |
| 1980  | 764       |
| 1990  | 720       |
| 2000  | 1 149     |
| 2010  | 937       |
| 2020  | 1 072     |